# Oodes brevis
Oodes brevis är en skalbaggsart som beskrevs av Carl Hildebrand Lindroth. Oodes brevis ingår i släktet Oodes och familjen jordlöpare. Inga underarter finns listade i Catalogue of Life.